# جين جينغداو
جين جينغداو (بالصينية: 金敬道) (18 يناير 1992 بيانجي في الصين - ) هو لاعب كرة قدم صيني في مركز الوسط. شارك مع منتخب الصين تحت 20 سنة لكرة القدم ومنتخب الصين لكرة القدم. أما مع النوادي، فقد لعب مع شاندونغ لونينغ وYanbian Funde F.C. ‏ وShenyang Zhongze F.C. ‏.

## روابط خارجية
- جين جينغداو على موقع قاعدة بيانات كرة القدم.إي يو (الإنجليزية)
- جين جينغداو على موقع ناشيونال فوتبول تيمز (الإنجليزية)
- جين جينغداو على موقع Soccerway.com (الإنجليزية)